# Adam Ståhl
Adam Mikael Sven Ståhl (Malmö, 8 ottobre 1994) è un calciatore svedese naturalizzato finlandese, difensore del Djurgården.

## Biografia
Nato in Svezia, sua madre è finlandese.

## Carriera

### Nazionale
Nell'agosto 2024 ha dichiarato di volere rappresentare la Finlandia, da cui è stato convocato per la prima volta il 28 dello stesso mese. Esordisce con la massima selezione finlandese il 7 settembre dello stesso anno nella sconfitta per 3-0 in Nations League in casa della Grecia.

## Statistiche

### Cronologia presenze e reti in nazionale
| Cronologia completa delle presenze e delle reti in nazionale ― Finlandia | Cronologia completa delle presenze e delle reti in nazionale ― Finlandia | Cronologia completa delle presenze e delle reti in nazionale ― Finlandia | Cronologia completa delle presenze e delle reti in nazionale ― Finlandia | Cronologia completa delle presenze e delle reti in nazionale ― Finlandia | Cronologia completa delle presenze e delle reti in nazionale ― Finlandia | Cronologia completa delle presenze e delle reti in nazionale ― Finlandia | Cronologia completa delle presenze e delle reti in nazionale ― Finlandia |
| Data                                                                     | Città                                                                    | In casa                                                                  | Risultato                                                                | Ospiti                                                                   | Competizione                                                             | Reti                                                                     | Note                                                                     |
| ------------------------------------------------------------------------ | ------------------------------------------------------------------------ | ------------------------------------------------------------------------ | ------------------------------------------------------------------------ | ------------------------------------------------------------------------ | ------------------------------------------------------------------------ | ------------------------------------------------------------------------ | ------------------------------------------------------------------------ |
| 7-9-2024                                                                 | Il Pireo                                                                 | Grecia                                                                   | 3 – 0                                                                    | Finlandia                                                                | UEFA Nations League 2024-2025 - 1º turno                                 | -                                                                        |                                                                          |
| 10-9-2024                                                                | Londra                                                                   | Inghilterra                                                              | 2 – 0                                                                    | Finlandia                                                                | UEFA Nations League 2024-2025 - 1º turno                                 | -                                                                        |                                                                          |
| 10-10-2024                                                               | Helsinki                                                                 | Finlandia                                                                | 1 – 2                                                                    | Irlanda                                                                  | UEFA Nations League 2024-2025 - 1º turno                                 | -                                                                        |                                                                          |
| Totale                                                                   |                                                                          | Presenze                                                                 | 3                                                                        |                                                                          | Reti                                                                     | 0                                                                        |                                                                          |